# Соффер, Рам
Рам Соффер (род. 6 сентября 1965, Рамат-Ган, Тель-Авивский округ) — израильский шахматист, гроссмейстер (1994). Гроссмейстер ФИДЕ по шахматной композиции (1998). Математик, пианист, музыкальный критик и преподаватель бриджа. Живёт в Ришон-ле-Ционе.
Чемпион Израиля по решению шахматных задач (2018), и четырежды по чемпион мира по решению шахматных задач в команде.
Профессиональный консультант книги Play Unconventional Chess and Win.

## Спортивные достижения
| Год | Город | Турнир | + | − | = | Результат | Место |
| --- | ----- | ------ | - | - | - | --------- | ----- |
|     |       |        |   |   |   | из        |       |

## Изменения рейтинга
| Графики недоступны из-за технических проблем. См. информацию на Фабрикаторе и на mediawiki.org. |